# Målvaktsmask

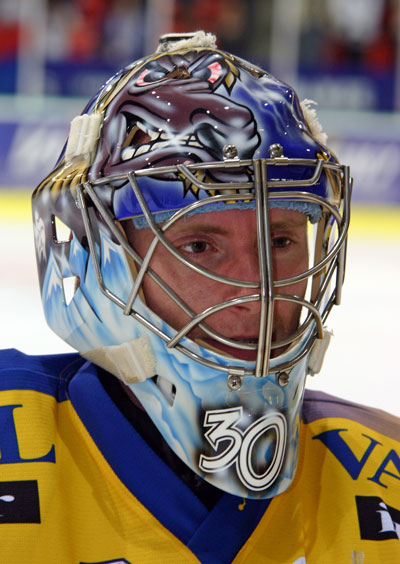
Målvakt med målvaktsmask

En målvaktsmask, även målvaktshjälm eller ishockeymask, är en mask som bärs av ishockeymålvakter för att bättre skydda huvudet mot skador än vad en vanlig ishockeyhjälm kan göra. Först ut med att använda mask under en match i seriespel var  Elizabeth Graham, Queen’s University, som redan 1927 satte på sig en fäktningsmask under en match mot  Toronto Varsity Blues. Det är dock inte känt om hon använde masken igen.
Den förste professionella spelaren som skapade och återkommande använde mask blev istället den kanadensiske ishockeymålvakten Jacques Plante. I en match mot  New York Rangers 1959 fick Planet en skott på sig som rev upp ett stort sår i ansiktet. Efter att ha plåstrats om kom han tillbaka ut på isen med en mask som han tidigare bara använt på träning. Plantes mask var gjord av glasfiber som formats efter hans ansikte.
Masken utvecklades senare dels till en kombination av hjälm och gallervisir,  dels till en hel glasfibermask. Idag är glasfibermasken det vanligare alternativet, då den är säkrare. Masken har i grunden förändrat hur målvakter spelar, eftersom de kan gå ner på knä för att stoppa ett skott utan att riskera att skada ansiktet. Sedan målvaktsmasker blev vanliga har de ofta dekorerats, och målvakter kan ofta identifieras från sina masker. I Sverige blev ansiktsskydd för ishockeymålvakter obligatoriskt 1972.

### Fotnoter
1. ↑  Mike Norris (19 februari 2016). ”Queen's goalie made history by donning mask” (på engelska). The Kingston Whig-Standard. https://www.thewhig.com/2016/02/19/queens-goalie-made-history-by-donning-mask/wcm/9f40a766-8200-3fd4-8faa-fd207c51974d. Läst 29 november 2018.
2. ↑  ”Målvaktsmaskens historia – Del 1”. Bunkersnack. 1 maj 2016. https://bunkersnack.se/nhl/malvaktsmaskens-historia-del-1/. Läst 29 november 2018.
3. ↑  Hockeysommar, Tabergs tryckeri AB 1996